# Clamp
CLAMP (em japonês: クランプ; romaniz.: Kuranpu; estilizado em letras maiúsculas) é um quarteto feminino de artistas japonesas de mangá que se formou em meados dos anos 1980. É composto pela líder Nanase Ohkawa e três artistas cujos papéis mudam para cada série: Mokona, Tsubaki Nekoi, and Satsuki Igarashi. O grupo Clamp são reconhecidas como umas das artistas de mangá mais aclamadas pela crítica e pelo público no Japão e, até 2007, haviam vendido quase 100 milhões de livros em todo o mundo.
Começando como um grupo de dōjinshi (mangás independentes) de onze integrantes em meados da década de 1980, começaram a criar trabalhos originais em 1987. No momento em que eles publicaram sua primeira obra profissional, RG Veda em 1989, o grupo foi reduzido a sete integrantes. Em 1993, mais três integrantes saíram, deixando as quatro integrantes que ainda fazem parte do grupo. Em 2006, os integrantes decidiram mudar seus nomes; Ohkawa mais tarde mudou seu nome de Ageha Ohkawa para Nanase Ohkawa, enquanto os outros três integrantes mantiveram seus novos nomes.
Seus trabalhos originais mais famosos são Tokyo Babylon, X, Guerreiras Mágicas de Rayearth, Card Captor Sakura, Angelic Layer, ×××HOLiC e Tsubasa RESERVoir CHRONNICLE, assim como o design de personagens de Code Geass: Lelouch of the Rebellion e Blood-C.

## Integrantes
O CLAMP é atualmente composto por quatro integrantes:
- Nanase Ohkawa (大川七瀬, Ōkawa Nanase), anteriormente Ageha Ohkawa (大川 緋芭, Ōkawa Nanase), nascida em 2 de maio de 1967 em Osaka. É a líder do grupo, responsável pelos roteiros e coordenação, define as principais características dos personagens e o número de páginas necessárias para desenvolver o enredo e às vezes até escreve scripts para versões animadas de seus mangás.. Também é quem negocia com as editoras e planeja as vendas.[2]
- Mokona (もこな, Mokona), anteriormente Mokona Apapa (モコナ アパパ, Mokona Apapa), nascida em 16 de junho de 1968, em Kyoto. É a principal designer da maioria das histórias, e também lidou com design no passado. Seu nome também é o do personagem engraçado (e mascote do grupo) que aparece em Guerreiras Mágicas de Rayearth, e mais tarde em Tsubasa: RESERVoir CHRoNiCLE e ×××HOLiC.
- Tsubaki Nekoi (猫井 椿, Nekoi Tsubaki), anteriormente Mick Nekoi (猫井　みっく, Nekoi Mikku), nascida em 21 de janeiro de 1969, em Kyoto. É uma designer especializado em SD (Super Deformed) e autor dos mini-jornais presentes no final de alguns mangás (RG Veda, CLAMP Gakuen Tanteidan, etc.). É a principal designer de algumas séries (A Pessoa Amada, Wish, Suki. Dakara Suki) e Gohou Drug).
- Satsuki Igarashi (いがらし 寒月, Igarashi Satsuki), anteriormente Satsuki Igarashi (五十嵐 さつき, Igarashi Satsuki), nascida em 8 de fevereiro de 1969, em Kyoto. Ajuda Mokona e Nekoi como a segunda designer, e ela também é a designer gráfica das capas tankōbon. Igarashi também decide a prioridade de projetos já em desenvolvimento.[2] Ela também é um colunista na revista Newtype da Kadokawa Shoten.

### Ex-integrantes
- Tamayo Akiyama
- Soushi Hisagi
- O-Kyon
- Kazue Nakamori
- Inoue Yuzuru
- Sei Nanao
- Shinya Ohmi
- Leeza Sei

## Trabalhos

### Em andamento ou cancelados
| Publicação | Publicação | Nome | Editora         | Revista                                 | Status |
| Inicio     | Fim        | Nome | Editora         | Revista                                 | Status |
| ---------- | ---------- | --- | --------------- | --------------------------------------- | --- |
| 1997       | 1999       | Clover (クローバー, Kurōbaa)                                                                            | Kodansha        | Amie Magazine                           | A série foi publicada de 1997 até o cancelamento da Amie Magazine em 1999.                                                        |
| 2000       | 2003       | Gohou Drug (合法 ドラッグ)/Drug and Drop (ドラッグ＆ドロップ)                                           | Kadokawa Shoten | Shōjo Tenkoku Asuka Mystery DX          | Publicada de 2003-2011. Resumida em 2011 na Young Ace com o nome de Drug and Drop.                                                |
| 1992       | 2003       | X (X, Ekkusu)                                                                                           | Kadokawa Shoten | Asuka                                   | Não publicada em nenhuma revista desde março de 2003. Os problemas sociais no Japão impedem que Kadokawa publique mais capítulos. |
| 2011       | 2013       | Gate 7 (ゲート セブン, Gēto Sebun)                                                                      | Shueisha        | Jump Square                             | Originalmente um oneshot, em 2001 começou a ser serializado. Atualmente em hiato.                                                 |
| 2003 2013  | 2011       | ×××HOLiC (×××ホリック, xxxHorikku)                                                                      | Kodansha        | Young Magazine Bessatsu Shōnen Magazine | Publicado na Young Magazine até 2011. Voltou a ser publicada em 2013 na Bessatsu Shōnen Magazine como ×××HOLiC Rei.               |
| 2016       | -          | Cardcaptor Sakura: Clear Card (カードキャプターさくら クリアカード編, Kādokyaputā sakura kuriakādo-hen) | Kodansha        | Nakayoshi                               | Continuação direta de Cardcaptor Sakura.                                                                                          |

### Completos
| Publicação | Publicação | Nome                                                                                        | Editora                    | Revista                                                         | Volumes |
| Inicio     | Fim        | Nome                                                                                        | Editora                    | Revista                                                         | Volumes |
| ---------- | ---------- | ------------------------------------------------------------------------------------------- | -------------------------- | --------------------------------------------------------------- | ------- |
| 1989       | 1996       | RG Veda (聖伝, Sei-den)                                                                     | Shinshokan                 | Wings                                                           | 10      |
| 1990       | 1991       | O Homem de Várias Faces (20面相におねがい!!, 20 Mensō ni Onegai!!)                          | Kadokawa Shoten            | Newtype                                                         | 2       |
| 1990       | 1993       | Tokyo Babylon (東京BABYLON, Tōkyō BABYLON)                                                  | Shinshokan                 | Wings                                                           | 7       |
| 1992       | 1993       | CLAMP Gakuen Tanteidan (CLAMP学園探偵団)                                                    | Kadokawa Shoten            | Asuka Comics DX                                                 | 3       |
| 1992       | 1993       | Gakuen Tokkei Dyukarion (学園特警デュカリオン)                                              | Kadokawa Shoten            | Newtype                                                         | 2       |
| 1992       | 1992       | Shirahime-Shō (白姫抄)                                                                      | Kadokawa Shoten            | Asuka Comics DX                                                 | 1       |
| 1992       | 1994       | Shunkaden- A Nova Lenda de Chun Hyang (新・春香伝, Shin Shunka-den)                         | Hakusensha                 | Serie Mystery-Special                                           | 1       |
| 1993       | 1995       | Guerreiras Mágicas de Rayearth (魔法騎士レイアース, Majikku Naito (Mahō Kishi) Reiāsu)      | Kodansha                   | Nakayoshi                                                       | 6       |
| 1993       | 1995       | Miyuki-chan no País das Maravilhas (不思議の国の美幸ちゃん, Fushigi no Kuni no Miyuki-chan) | Kadokawa Shoten            | Newtype                                                         | 1       |
| 1993       | 1995       | A Pessoa Amada (わたしのすきなひと, Watashi no Suki na Hito)                                | Kadokawa Shoten            | Young Rose Comics DX                                            | 1       |
| 1996       | 2000       | Cardcaptor Sakura (カードキャプター さくら, Kādokyaputā Sakura)                             | Kodansha                   | Nakayoshi                                                       | 12      |
| 1996       | 1998       | Wish (ウィッシュ, Wisshu)                                                                   | Kadokawa Shoten            | Asuka Comics DX                                                 | 4       |
| 1999       | 2001       | Angelic Layer (エンジェリック レイヤー, Enjerikku Reiyā)                                    | Kadokawa Shoten            | Monthly Shōnen Ace                                              | 5       |
| 1999       | 2000       | Suki; Dakara Suki (｢すき.だからすき｣)                                                       | Kadokawa Shoten            | Asuka Comics                                                    | 3       |
| 2001       | 2002       | Chobits (ちょびっツ, Chobittsu)                                                             | Kodansha                   | Young Magazine                                                  | 8       |
| 2004       | 2004       | Clamp no Kiseki (CLAMPノキセキ)                                                             | Kodansha                   | -                                                               | 12      |
| 2003       | 2009       | Tsubasa: Reservoir Chronicle (ツバサ−RESERVoir CHRoNiCLE−, Tsubasa Rezaboa Kuronikuru)      | Kodansha                   | Weekly Shōnen Magazine                                          | 28      |
| 2005       | 2011       | Kobato. (こばと。)                                                                          | Shogakukan Kadokawa Shoten | Monthly Sunday Gene-X (sete capítulos) Newtype (resto da série) | 6       |

### Trabalhos curtos
Trabalhos que nunca foram publicados em volumes, apenas em revistas
| Obra | Ano de Publicação | Editora/Revista                             |
| --- | ----------------- | ------------------------------------------- |
| Tenshi no Bodigādo (天使のボディガード)                                                                      | 1989              | Kobunsha Val Pretty                         |
| Miracle YOU (ミラクル YOU)                                                                                   | 1990              | Kobunsha Val Pretty                         |
| Shiawase ni Naritai (しあわせ に なりたい)                                                                   | 1990              | Fusion Product Genki Tokuhon                |
| Tenkū Senki Shurato Orijinaru Memorī: Durīmā (天空 戦記 シュラト (オリジナル メモリー)「夢魔 (ドリーマー)」) | 1990              | Kadokawa Shoten Newtype Comic Genki no Moto |
| Koi wa Tenka no Mawarimono (恋は天下のまわりもの)                                                            | 1990              | Hakusensha Series                           |
| Hidari Te (左手)                                                                                             | 1994              | Shinshokan South Summer                     |
| Suito no Yonkyōdai Sōryūden Gaiden (水都の四兄弟 創竜伝・外伝)                                               | 1994              | Kadokawa Shoten Monthly Mystery DX          |
| Yumegari (夢狩り)                                                                                            | 1996              | Kadokawa Shoten Monthly Shōsetsu Asuka      |
| Ano hi wo shiru mono wa saiwai de Aru (あの日を知るものは幸いである)                                         | 2002              | Kodansha Young Magazine Zoukan : Sports Sou |
| Murikuri (むりくり)                                                                                          | 2002              | Kodansha Young Magazine                     |
| Washizu | 2008              | Monthly Kindai Mahjong Original             |
| Shiritsu Horitsuba Gakuen (私立堀鐔学園)                                                                     | 2011              | Shonen Magazine                             |

### Dōjinshi
| #  | Obra                                                                         | Série tratada                                            | Data                   |
| -- | ---------------------------------------------------------------------------- | -------------------------------------------------------- | ---------------------- |
| 1  | Shinjuku jun'ai monogatari (新宿純愛物語)                                    | Monogatari                                               | 19 de julho de 1987    |
| 2  | Kujaku myō ō darani (孔雀明王陀羅尼)                                         | Kujaku Ō                                                 | 3 de novembro de 1987  |
| 3  | Yoiko no Saint Daihyakka (よいこの聖闘士大百科)                              | Saint Seiya                                              | 13 de dezembro de 1987 |
| 4  | Shining Star                                                                 | Obra original (republicada em 1990 pela Kadokawa Shoten) | 1987                   |
| 5  | POTATO CLUB                                                                  | Captain Tsubasa                                          | 17 de abril de 1988    |
| 5  | Ginga eiyū densetsu satsujin jiken (銀河英雄伝説殺人事件)                    | Ginga Eiyū Densetsu Sōryūden                             | 1 de maio de 1988      |
| 6  | Seiden ~DISCO VERSION~ (聖伝 〜DISCO VERSION〜)                              | Obra original (RG Veda)                                  | 16 de junho de 1988    |
| 7  | Hisshō! Tanaka Yoshiki sensei kōryakuhō (必勝! 田中芳樹先生攻略法)           | Ginga Eiyū Densetsu Sōryūden                             | 10 de julho de 1988    |
| 8  | Earthian to asobō! Pin Pon Pan (アーシアンと遊ぼう! ピンポンパン)            | Earthian                                                 | 13 de agosto de 1988   |
| 9  | SHOTEN #1 (SHOTEN 〜笑点〜)                                                  | Obra original                                            | 10 de outubro de 1988  |
| 10 | Karura bonodori! (カルラ盆踊り!)                                             | Karura Mau!                                              | 23 de outubro de 1988  |
| 11 | SHOTEN #2                                                                    | Obra original                                            | 25 de dezembro de 1988 |
| 12 | Fūun Samurai Trooper jō (風雲! サムライトルーパー城)                         | Yoroiden Samurai Troopers                                | 15 de janeiro de 1989  |
| 13 | SHOTEN #3                                                                    | Tenkū Senki Shurato                                      | 21 de março de 1989    |
| 14 | Seiden kessakushū (聖伝傑作集)                                               | Obra original (RG Veda)                                  | 25 de março de 1989    |
| 15 | BREAK SHOT INSTRUCTION in CLAMP                                              | Break Shot                                               | 4 de abril de 1989     |
| 16 | SHOTEN: "SPECIAL" (SHOTEN 別冊)                                              | Obra original                                            | 3 de maio de 1989      |
| 17 | erro em {{japonês}}: Texto em japonês ou romaji necessário (ajuda)           | Obra original                                            | 13 de agosto de 1989   |
| 18 | Watashi no himitsu heiki (私の秘密兵器)                                      | Tenkū Senki Shurato                                      | 29 de outubro de 1989  |
| 19 | SHOTEN #5                                                                    | Obra original (Tokyo Babylon)                            | 21 de dezembro de 1989 |
| 20 | Heart nibun no kyojin no hoshi (ハート2分の巨人の星)                         | Kyojin no Hoshi                                          | 22 de julho de 1990    |
| 21 | SHOTEN #6                                                                    | Obra original                                            | 11 de novembro de 1990 |
| 22 | Shinkyoku - Divina Commedia in Devilman (神曲 - Divina Commedia in Devilman) | Devilman                                                 | 21 de março de 1991    |

### Colaborações
| Obra | Colaborou com                           | Contribuição                                                                              |
| --- | --------------------------------------- | ----------------------------------------------------------------------------------------- |
| Ano kazenikike (あの風に訊け) | Nanami Kamon                            | Ilustração da Capa                                                                        |
| Rivu~aiasan shūmatsu o sugita kemono (リヴァイアサン 終末を過ぎた獣)                                                                   | Eiji Otsuka                             | Ilustração da Capa                                                                        |
| Blood-C (ブラッド-C, Buraddo-C) | Production I.G.                         | Design de personagens e história                                                          |
| B2・HOLiC | Blythe                                  | Desenho da boneca                                                                         |
| CLAMP BRIDAL | Tokyo Bridal Festa                      | Desenhos de 2 vestidos de noiva e ilustrações promocionais com "Sakura Kinomoto" e "Chii" |
| Clamp Gakuen Kaikigenshō Kenkyūkai Jiken Fairu (CLAMP学園怪奇現象研究会事件ファイル, lit. Clamp: Escola de Investigadores Paranormais) | Tomiyuki Matsumoto                      | Ilustrações do mangá e roteiro                                                            |
| Code Geass: Akito the Exiled (コードギアス 亡国のアキト, Kōdo Giasu: Bōkoku no Akito)                                                  | Sunrise                                 | Desenho dos personagens                                                                   |
| Gaiōdo (ガイオード) | Akiyama Tamayo                          | Ilustração da capa                                                                        |
| Haken Anime! | Mizuki Tsujimura                        | Ilustrações                                                                               |
| HiGH&LOW g-sword | EXILE TRIBE                             | Ilustrações do mangá e roteiro (1 volume)                                                 |
| I want to read an interesting story! Magical Compilation! (The Witch's Mansion Series)                                                 | Youko Tsukumo e outros ・Aoi Tori Bunko | Ilustrações (edição comemorativa de 30 anos da coleção)                                   |
| Kamigami-no Utatane (神々の午睡) | Atsuko Asano                            | Ilustrações                                                                               |
| KEI Vampire Dawn (KEI 夜明けのヴァンパイア, KEI yoake no vu~anpaia)                                                                    | Jo Matsumoto                            | Ilustração da Capa                                                                        |
| Kabukibu! (animated series) (カブキブ!, Kabukibu!)                                                                                     | Studio Deen                             | Desenho dos personagens                                                                   |
| Koi (恋, Koi) | Takeshi Okazaki                         | Roteiro do mangá (volume 1)                                                               |
| Manga Girls Inspiration Charity Exhibition                                                                                             | Blythe                                  | Desenhos das bonecas de "Sakura Kinomoto" e "Kimihiro Watanuki"                           |
| Majou Yakata (Majo Kan) (The Witch's Mansion Series)                                                                                   | Youko Tsukumo・Aoi Tori Bunko (coleção) | Ilustrações (6 volumes e 1 volume de compilação, ainda em publicação )                    |
| MOON SAGA - Yoshitsune Hiden | GACKT                                   | Desenhos das roupas e ilustrações promocionais                                            |
| Mouryou no Hako (魍魎の匣, Mōryō no Hako)                                                                                              | Madhouse                                | Desenho dos personagens                                                                   |
| Night Head | George Iida                             | Ilustrações (2 volumes)                                                                   |
| Oshiroi Chouchou (おしろい蝶々, Oshiroi Chōchō)                                                                                        | Kamon Nanami・Akira                     | Ilustrações do Mangá (1 volume)                                                           |
| Peter Pan and Wendy | J. M. Barrie・Aoi Tori Bunko            | Ilustrações                                                                               |
| PW-momoko ae < CLAMP > | momoko                                  | Desenho da boneca                                                                         |
| Rex: Estória de Dinossauro (REX 恐竜 物語, Rekkusu: Kyōryū Monogatari)                                                                 | Hata Masanori                           | Ilustrações do mangá e roteiro (1 Volume)                                                 |
| Sohryuden: A Lenda dos Reis Dragões (創竜伝, Sōryūden)                                                                                 | Yoshiki Tanaka                          | Ilustrações (13 volumes)                                                                  |
| Shu no Ketsumyaku (呪の血脈, Shu no Ketsumyaku)                                                                                        | Kamon Nanami                            | Ilustrações (1 volumes)                                                                   |
| Sweet Valerian (スウィート・ヴァレリアン, Suuīto Vyarerian)                                                                            | Madhouse                                | Desenho dos personagens                                                                   |
| Ten Happy Memories Exhibition | Blythe                                  | Desenhos da boneca de "Yuuko Ishihara"                                                    |
| Tsukareruna! (ツカレルナ！, Tsukakeruna)                                                                                               | Junichi Fujisaku                        | Ilustrações                                                                               |

## Publicados em português

### Brasil
As editoras Editora JBC e NewPOP Editora lançaram vários mangás e livros do grupo, alguns publicados no formato "meio-tankobon" (cada volume japonês equivale a dois brasileiros).
| Obra                                       | Volumes       | Ano                 | Editora         | Formato       | Ref.          |
| ------------------------------------------ | ------------- | ------------------- | --------------- | ------------- | ------------- |
| Cardcaptor Sakura (Clássico)               | 24            | 2001-2002 2005-2006 | Editora JBC     | meio-tankobon |               |
| Cardcaptor Sakura (Clássico)               | 12            | 2012-2013           | Editora JBC     | tankobon      | [ 5 ]         |
| Cardcaptor Sakura (Arco Clear Card)        | 4             | 2019                | Editora JBC     | tankobon      | [ 7 ]         |
| Guerreiras Mágicas de Rayearth             | 12            | 2001-2002 2005-2006 | Editora JBC     | meio-tankobon |               |
| Guerreiras Mágicas de Rayearth             | 6             | 2013-2014           | Editora JBC     | tankobon      | [ 8 ]         |
| Chobits                                    | 16            | 2003-2004           | Editora JBC     | meio-tankobon | [ 9 ]         |
| Chobits                                    | 8             | 2013-2015           | Editora JBC     | tankobon      |               |
| X                                          | 18            | 2003                | Editora JBC     | tankobon      | [ 10 ]        |
| Tokyo Babylon                              | 7             | 2005                | Editora JBC     | tankobon      | [ 11 ]        |
| Angelic Layer                              | 5             | 2005                | Editora JBC     | tankobon      | [ 12 ]        |
| ×××HOLiC                                   | 38            | 2006 - 2011         | Editora JBC     | meio-tankobon | [ 13 ]        |
| Tsubasa: RESERVoir CHRoNiCLE               | 56            | 2006 - 2011         | Editora JBC     | meio-tankobon | [ 14 ]        |
| Miyuki-chan no País das Maravilhas         | 1             | 2010                | Editora JBC     | one-shot      | [ 15 ]        |
| Kobato.                                    | 6             | 2011-2012           | Editora JBC     | tankobon      | [ 16 ]        |
| A Pessoa Amada                             | 1             | 2012                | NewPop Editora  | tankobon      | [ 17 ]        |
| O Homem de Várias Faces                    | 2             | -                   | NewPop Editora  | tankobon      | [ 18 ] [ 19 ] |
| Shunkaden: A Nova Lenda de Chun Hyang      | 1             | -                   | NewPop Editora  | tankobon      | [ 20 ]        |
| Gate 7                                     | Em publicação | 2012-atualmente     | New Pop Editora | tankobon      | [ 21 ] [ 22 ] |
| RG Veda                                    | 10            | 2012 - 2013         | Editora JBC     | tankobon      | [ 23 ]        |
| Kakyou e seu Diário de Conquista da Terra  | 1             | 2013                | New Pop Editora | Livro         | [ 24 ]        |
| Soel & Larg: As Aventuras de Mokona Modoki | 1             | 2013                | New Pop Editora | Livro         | [ 25 ]        |
| Wish                                       | 4             | 2015                | Editora JBC     | tankobon      | [ 26 ]        |